# Campionati norvegesi di sci alpino 1976
I Campionati norvegesi di sci alpino 1976 si svolsero a Narvik tra il 19 e il 21 marzo; furono assegnati i titoli di discesa libera, slalom gigante, slalom speciale e combinata, sia maschili sia femminili.

## Risultati

### Uomini

#### Discesa libera
| Pos. | Atleta             | Nazione  |
| ---- | ------------------ | -------- |
| 1    | Stein Ivar Halsnes | Norvegia |
| 2    | Nils Een           | Norvegia |
| 3    | Agnar Dørum        | Norvegia |

Data: 19 marzo

#### Slalom gigante
| Pos. | Atleta             | Nazione  |
| ---- | ------------------ | -------- |
| 1    | John Sylliåsen     | Norvegia |
| 2    | Nils Een           | Norvegia |
| 3    | Jan Erik Narvestad | Norvegia |

Data: 20 marzo

#### Slalom speciale
| Pos. | Atleta             | Nazione  |
| ---- | ------------------ | -------- |
| 1    | Stein Ivar Halsnes | Norvegia |
| 2    | Jan Erik Narvestad | Norvegia |
| 3    | Bjørn Bjørnstad    | Norvegia |

Data: 21 marzo

#### Combinata
| Pos. | Atleta             | Nazione  |
| ---- | ------------------ | -------- |
| 1    | Jan Erik Narvestad | Norvegia |
| 2    | Nils Een           | Norvegia |
| 3    | Kjell Waløen       | Norvegia |

### Donne

#### Discesa libera
| Pos. | Atleta             | Nazione  |
| ---- | ------------------ | -------- |
| 1    | Janni Thorsteinsen | Norvegia |
| 2    | Annike Hagen       | Norvegia |
| 3    | Reidun Skjørten    | Norvegia |

Data: 19 marzo

#### Slalom gigante
| Pos. | Atleta           | Nazione  |
| ---- | ---------------- | -------- |
| 1    | Trine Uggerud    | Norvegia |
| 2    | Torill Fjeldstad | Norvegia |
| 3    | Annike Hagen     | Norvegia |

Data: 20 marzo

#### Slalom speciale
| Pos. | Atleta           | Nazione  |
| ---- | ---------------- | -------- |
| 1    | Torill Fjeldstad | Norvegia |
| 2    | Annike Hagen     | Norvegia |
| 3    | Trine Uggerud    | Norvegia |

Data: 21 marzo

#### Combinata
| Pos. | Atleta             | Nazione  |
| ---- | ------------------ | -------- |
| 1    | Torill Fjeldstad   | Norvegia |
| 2    | Annike Hagen       | Norvegia |
| 3    | Anne Dorte Carlson | Norvegia |